# Врисак 4
Врисак 4 (енгл. Scream 4) амерички је слешер филм из 2011. године, редтиеља Веса Крејвена и писца Кевина Вилијамсона. Продуцента Outerbanks Entertainment-а и дистрибутера Dimension Films-а, четврти је део у филмској серији Врисак. Главне улоге играју Дејвид Аркет, Нев Кембел, Кортни Кокс, Ема Робертс, Хејден Панетијер, Ентони Андерсон, Алисон Бри, Адам Броди, Рори Калкин, Маријел Џафе, Ерик Кнадсен, Мери Макдонел, Марли Шелтон и Нико Торторела. Филм се дешава на петнаесту годишњицу убиства у Вудсбору и укључује Сидни Прескот која се враћа у град након десет година, где Гостфејс поново почиње убијати ученике средње школе Вудсборо. Као и своји претходници, Врисак 4 комбинује насиље слешер жанра са елементима црног хумора и мистерије „худанит” како би сатиризовао клишее римејк филмова. Филм такође даје коментаре о широкој употреби друштвених медија и опседнутости интернетском славом.
Серија је првобитно била замишљена као трилогија, која је завршена 2000. године филмом Врисак 3. Међутим, у јуну 2008, The Weinstein Company објавио је да је у развоју трећи наставак, а у марту 2010. Крејвен је потврдио да ће режирати. У септембру 2009, Аркет, Кембел и Кокс су најављивали повратак, након чега је процес кастинга трајао између априла и септембра 2010. године. Снимање је почело у јуну 2010, а завршило се у септембру исте године, одвијајући се у и око Ен Арбора. Сцене постављене у и око средње школе Вудсборо биле су снимљене у средњој школи Вудворт у Дирборну. Током продукције, Ерен Кругер, који је претходно написао сценарио за Врисак 3, био је ангажован за преправљање сценарија. Поновно снимање одржано је почетком 2011. године, након пробних пројекција.
Премијера филма била је 11. априла 2011. у TCL Chinese Theatre-у у Лос Анђелесу, а издат је 15. априла 2011. године у Сједињеним Државама, дистрибутера Dimension Films-а. Филм је добио помешане критике критичара са различитим оценама, са похвалама за наступе, режију и хумор, и критикама због недостатка страха и ослањања на клишеизоване формуле. Међутим, многи су га сматрали побољшањем у односу на претходника, а од тада је доживео неколико позитивних оцена, посебно због свог претходног испитивања утицаја друштвених медија. Зарадио је 97 милиона америчких долара широм света, наспрам буџета од 40 милиона америчких долара, поставши филм са најмањом зарадом у франшизи Врисак.
Врисак 4 био је последњи филм који је Крејвен режирао пре своје смрти 2015. Уследио је Врисак, антологијска телевизијска серија, развијена за MTV без учешћа главних глумаца или екипе, иако се Роџер Џексон вратио као глас Гостфејса у трећој сезони. Пети филм који делује као директни наставак, једноставно назван Врисак, издат је 14. јануара 2022. године, дистрибутера Paramount Pictures.

## Радња
На петнаесту годишњицу оригиналног масакра у Вудсбору, средњошколке Џени Рандал и Марни Купер убија нови Гостфејс. Следећег дана, Сидни Прескот се враћа у Вудсборо да промовише своју књигу о самопомоћи са својом публицисткињом, Ребеком Волтерс. Након што се пронађу докази у Сиднином изнајмљеном аутомобилу, Сидни постаје осумњичена за убиства и мора остати у граду док се не реше. Сиднина рођака, Џил Робертс, која се носи са неверством свог бившег дечка, Тревора Шелдона, добија претећи телефонски позив од Гостфејса, као и њена пријатељица и комшиница, Оливија Морис. Џил и Оливију, заједно са својом пријатељицом Кирби Рид, о својим позивима испитује Дјуи Рајли, који је сада градски шериф, док му у том случају помажу његови заменици, Џуди Хикс, Ентони Перкинс и Рос Хос. У међувремену, Дјуијева супруга, Гејл Ведерс, бори се с ауторском блокадом и одлучује истражити убиства, на велико запрепаштење њеног мужа.
Сидни остаје код Џил и своје тетке, Кејт. Касније те ноћи, Гостфејс убија Оливију док Џил и Кирби ужаснуто гледају. Сидни и Џил журе да спасу Оливију, али убица их повређује и бежи. У болници, Сидни отпушта Ребеку након што је сазнала за њен план да искористи убиства како би повећала продају књига. Ребека је касније убијена у гаражи од стране Гостфејса. Гејл тражи помоћ двојице средњошколских филмских фанатика, Чарлија Вокера и Робија Мерсера, који објашњавају да се убица користи правилима римејк филмова. Чарли закључује да ће убица вероватно напасти на забави за приказивање франшизе Убод која се одржава те ноћи на фарми. Гејл присуствује забави како би истражила, али јој Гостфејс убада нож у раме и бежи кад Дјуи стигне. У међувремену, Хос и Перкинс, који су добили задатак да чувају Кејтину кућу, бивају убијени. Гостфејс тада зове Сидни, претећи да ће наудити Џил. Сидни открива да је Џил отишла код Кирбијеве и обавештава Кејт. Гостфејс их напада и убија Кејт, пре него што поново нестане. Након што Хикс стигне, Сидни се вози до Кирбине куће.
Џил, Кирби, Чарли, Роби и Тревор су у Кирбиној кући када се појави Гостфејс и убије пијаног Робија. Сидни стиже у кућу да оде са Џил све док их обоје не прогони Гостфејс. Сидни избегава убицу и зове Дјуија. Док Сидни покушава да пронађе Џил, Кирби је приморана да одговори на тривијалности хорор филмова како би спасила Чарлија, који је везан напољу. Након што Кирби одговори на питања Гостфејса, она излази напоље да одвеже Чарлија, који је одмах убада и открива се као Гостфејс, пре него што је остави да искрвари. Сидни се суочава са Чарлијем и убада је други Гостфејс, који се открива да је Џил, Чарлијева саучесница и организаторка убистава. Џил објашњава да је њен мотив био из беса и љубоморе због славе коју је Сидни стекла преживљавајући убиства, те да намеравају да Тревора уоквире као Гостфејса. Џил погубљује Тревора и издаје Чарлија, убадајући на смрт како би га приписала за Треворовог саучесника и учинила себе јединим преживелим. Џил убада Сидни и осакаћује се како би Тревора окривила као свог нападача. Дјуи, Хикс и полиција стижу у кућу, док Сидни и Џил одводе у болницу.
Након што је открила да је Сидни преживела, Џил одлази у Сидниину болничку собу и покушава да је убије. Дјуи, Гејл и Џуди интервенишу, који су открили детаљ о Гејлиној повреди коју је Џил некако знала. Џил покорава Дјуија и Хикс и држи Гејл на нишану пре него је Сидни онеспособи дефибрилатором и убије. Дјуи позива све полицијске јединице, док новинари медија именују Џил као „јединог преживелог хероја”.

## Улоге
- Дејвид Аркет као Дјуи Рајли
- Нев Кембел као Сидни Прескот
- Кортни Кокс као Гејл Ведерс-Рајли
- Ема Робертс као Џил Робертс
- Хејден Панетијер као Кирби Рид
- Ентони Андерсон као Ентони Перкинс
- Адам Броди као Рос Хос
- Рори Калкин као Чарли Вокер
- Мери Макдонел као Кејт Робертс
- Марли Шелтон као Џуди Хикс
- Алисон Бри као Ребека Волтерс
- Маријел Џафе као Оливија Морис
- Нико Торторела као Тревор Шелдон
- Ерик Кнадсен као Роби Мерсер
- Ана Паквин као Рејчел (лик у филму у универзуму, Убод 7)
- Кристен Бел као Клои (лик у филму у универзуму, Убод 7)
- Луси Хејл као Шери (лик у филму у универзуму, Убод 6)
- Шенеј Грајмс као Труди (лик у филму у универзуму, Убод 6)
- Брит Робертсон као Марни Купер
- Ејми Тигарден као Џени Рандал
- Роџер Џексон као глас Гостфејса